# حزور
حزور (به عربی: حزور) یک روستا در سوریه است که در ناحیه عین حلاقیم واقع شده‌است. حزور ۴۷۹ نفر جمعیت دارد.